# Benalauría
Benalauría é um município da Espanha na província de Málaga, comunidade autónoma da Andaluzia, de área 21 km² com população de 466 habitantes (2007) e densidade populacional de 22,19 hab./km².

## Demografia
| Variação demográfica do município entre 1991 e 2004 | Variação demográfica do município entre 1991 e 2004 | Variação demográfica do município entre 1991 e 2004 | Variação demográfica do município entre 1991 e 2004 |
| --------------------------------------------------- | --------------------------------------------------- | --------------------------------------------------- | --------------------------------------------------- |
| 1991                                                | 1996                                                | 2001                                                | 2004                                                |
| 526                                                 | 521                                                 | 508                                                 | 476                                                 |